# تاتیانا ریژکو
تاتیانا ریژکو (به اوکراینی: Тетяна Ріжко،  زادهٔ ۱۴ فوریهٔ ۱۹۹۸) یک کشتی گیر آزاد اوکراینی است. وی دارنده ۲ مدال طلا به ترتیب در سال های ۲۰۲۰ در وزن ۶۵ و در سال ۲۰۲۱ در وزن ۶۲ و در سال ۲۰۲۲ در وزن ۶۵ کیلو گرم، در مسابقات کشتی قهرمانی اروپا می باشد. 

## حرفه
تتیانا در مسابقات آزاد زنان جام جهانی کشتی ۲۰۱۹ شرکت کرد.
تتیانا  در سال ۲۰۲۱ مدال طلای وزن ۶۵ کیلوگرم زنان را در مسابقات جام جهانی کشتی انفرادی که در بلگراد صربستان برگزار شد،کسب کرد.   او در فینال ایرینا ریگاچی از مولداوی را شکست داد. 
تتیانا در سال ۲۰۲۱ در مسابقات کشتی قهرمانی اروپا که در ورشو لهستان برگزار شد، مدال نقره وزن ۶۵ کیلوگرم را بدست آورد.   او در مسابقات قهرمانی کشتی زیر ۲۳ سال اروپا در سال ۲۰۲۱ که در اسکوپیه مقدونیه شمالی برگزار شد، مدال طلا را کسب کرد.  در ماه اکتبر ۲۰۲۱ ، او در وزن ۶۵ کیلوگرم زنان در مسابقات جهانی کشتی که در اسلو، نروژ برگزار شد، شرکت نمود و در نخستین مسابقه خود توسط کومبا لاروک فرانسوی حذف گردید. 
تتیانا در سال ۲۰۲۲ در مسابقات کشتی قهرمانی اروپا که در بوداپست مجارستان برگزار شد، در وزن ۶۵ کیلوگرم مدال را طلا کسب کرد.  او در فینال الیس مانولوا از آذربایجان را شکست داد.   چند ماه بعد، تتیانا در مسابقات رنکینگ سری رتبه بندی ماتئو پلیکون ۲۰۲۲ که در رم، ایتالیا برگزار شد، مدال طلا را کسب نمود.  او در وزن ۶۵ کیلوگرم در مسابقات جهانی کشتی ۲۰۲۲  که در بلگراد صربستان برگزار شد، شرکت کرد.

## دستاوردها
| سال  | مسابقات               | مکان              | نتیجه | رویداد         |
| ---- | --------------------- | ----------------- | ----- | -------------- |
| ۲۰۲۱ | مسابقات قهرمانی اروپا | ورشو، لهستان      | دوم   | ۶۵کیلوگرم آزاد |
| ۲۰۲۲ | مسابقات قهرمانی اروپا | بوداپست، مجارستان | اول   | ۶۵کیلوگرم آزاد |